# Réserve nationale de faune de Meanook
La réserve nationale de faune de Meanook (anglais : Meanook National Wildlife Area) est une réserve nationale de faune du Canada située dans le comté d'Athabasca en Alberta. Cette aire protégée de 214 ha a pour mission de protéger une forêt mixte indigène ainsi que sa faune. L'Université de l'Alberta y possède des installations servant à la recherche et à l'éducation. Elle a été créée en 1979 et elle est administrée par le Service canadien de la faune.